# Jappe Nilssen

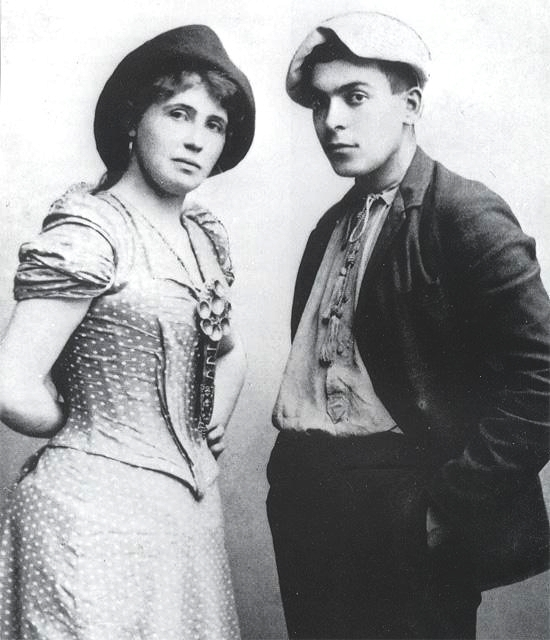
Jappe Nilssen mit Oda Krohg 1891

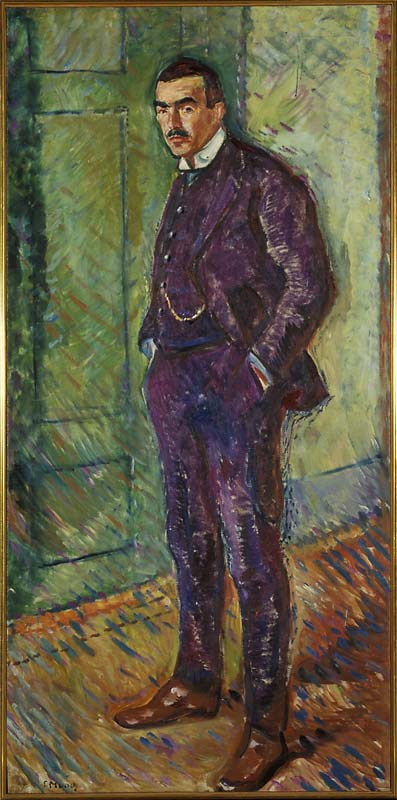
Edvard Munch, Jappe Nilssen, 1909

Jacob „Jappe“ Nilssen (* 25. Januar 1870; † Frühjahr 1931) war ein norwegischer Schriftsteller und bedeutender Kunstkritiker. 
Jappe Nilssen war ein enger Freund von Edvard Munch, Oda Krohg und Hans Jæger. Zeitweise gehörte er den Bohème-Kreisen in der norwegischen Hauptstadt Kristiania (heute Oslo) an. Nilssen hatte ein langjähriges Verhältnis mit der zehn Jahre älteren Oda Krohg, die in zweiter Ehe mit dem Maler Christian Krohg verheiratet war. Dieses unglückliche Liebesverhältnis bildete den Hintergrund zu Edvard Munchs symbolistischem Gemälde Abend/Melancholie (1891). In seiner ersten literarischen Arbeit, dem Roman Nemesis (1896), erzählt Nilssen vom Schriftsteller Nils Falk, der ein Liebesverhältnis zu einer älteren, verheirateten Frau unterhält.
Von 1908 bis zu seinem Tod arbeitete Nilssen als Kunstkritiker für die norwegische Tageszeitung Dagbladet. Hier trat er konsequent für die moderne Kunst seiner Zeit ein. 1909 organisierte er zusammen mit dem Direktor der Nasjonalgalleriet, Jens Thiis, eine Munch-Ausstellung, die 100 Gemälde und 200 graphische Arbeiten des Freundes präsentierte. Die Ausstellung wurde ein großer Erfolg und ebnete der Anerkennung Munchs in seinem Heimatland den Weg.  
Ebenfalls 1909 entstand ein Porträt Nilssens von Edvard Munch. Aus dem Jahr 1925/26 datiert das Gemälde Doktor Lucien Dedichen und Jappe Nilssen. Eine ältere Zeichnung von ihm zeigt Nilssen gemeinsam mit dem Dramatiker Henrik Ibsen im Grand Café.

## Werke (Auswahl)
- Nemesis (1896), Roman
- Solefald (1903), Roman
- Kun én gang vaar (1904), Erzählung
- Den gamle historie og andre fortællinger (1905), Erzählband
- Faderglæde og andre fortællinger (1911), Erzählband
- Belgisk kunst i Norge (1918)